# Outarde à ventre noir
Lissotis melanogaster
Espèce
Répartition géographique
Statut de conservation UICN

 LC  : Préoccupation mineure
Statut CITES
L'Outarde à ventre noir (Lissotis melanogaster) est une espèce d'oiseaux d'Afrique appartenant à la famille des Otididae.

## Habitat
Cette espèce peuple les savanes d'Afrique tropicale. Elle évite les zones trop arides.

## Morphologie
Cette outarde est de taille assez petite avec 60 cm de longueur.
Elle présente un fort dimorphisme sexuel dans la taille (le mâle pèse 3,2 kg, et la femelle 1,4 kg seulement) et le plumage (le mâle a le dos fauve, le cou et le plastron noir ; la femelle est fauve, avec la gorge et le ventre blanc, ce plumage cryptique lui permet de mieux se cacher dans les herbes). Les jeunes ont un plumage semblable à celui des femelles.

## Mode de vie
Plutôt terrestre comme la majorité des Outardes, cette espèce vole mal.
Insectivore, elle suit les troupeaux d'ongulés, qui attirent les insectes, et parfois les incendies qui les chassent du sol et de la végétation.
Elle ne migre pas réellement mais effectue des déplacements épisodiques sur de courtes distances.

## Reproduction
Pendant la parade nuptiale, le mâle émet un cri particulier, composé d'un sifflement suivi d'un bruit évoquant celui d'une bouteille que l'on débouche.
La femelle pond sur le sol entre avril et juin en Afrique de l'Est (Kenya) et durant l'hiver austral en Afrique du Sud. Les poussins sont nidifuges (comme chez toutes les Outardes, de même que les grues et les râles, qui leur sont apparentés). Ils ont un plumage cryptique qui permet leur camouflage dans la savane.